# Christian Bricout
Pour les articles homonymes, voir Bricout.
Christian Bricout est un réalisateur français né en 1952 à Douai. Il est notamment l'auteur de Paradiso en 1977 et de Le Sang des tropiques en 1982.

## Filmographie

### Réalisateur
- 1977 : Paradiso
- 1982 : Le Sang des tropiques
- 1994 : L'Indien[1]

### Assistant réalisateur
- 1978 : Pauline et l'ordinateur de Francis Fehr